# Cadme
|  | Per a altres significats, vegeu «Cadme (desambiguació)». |

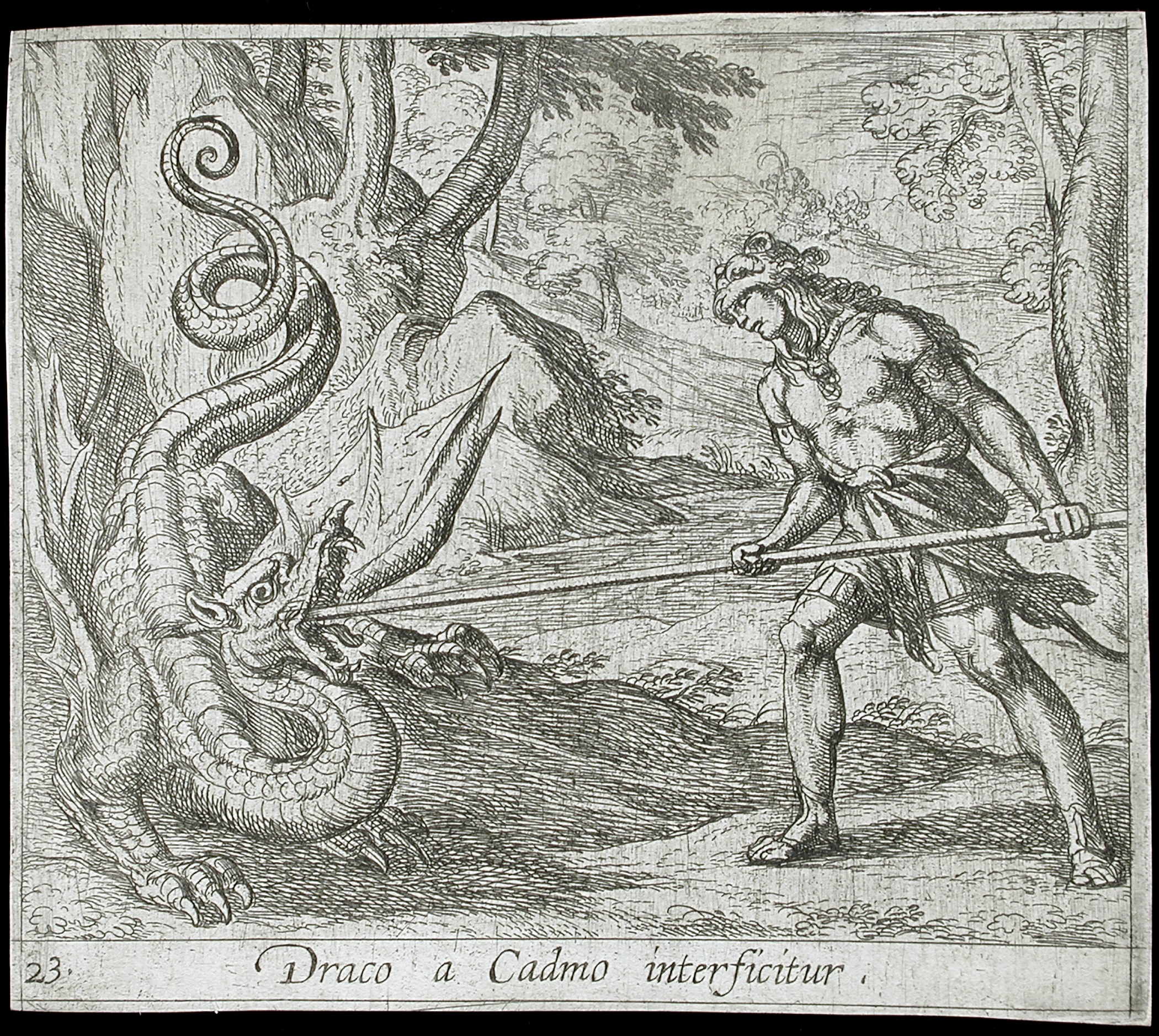
Cadme matant el dragó

Segons la mitologia grega, Cadme (en grec antic Κάδμος), va ser un heroi, fill d'Agenor, rei de Fenícia, i de Telefaassa (o segons altres tradicions d'Argíope). Era germà de Cílix, de Fènix i d'Europa.
Després del rapte d'Europa per Zeus, Agènor va enviar els seus fills a buscar-la i els va prohibir de tornar sense ella. La seva mare Telefaassa marxà amb ells, i van abandonar el reialme. Però aviat van veure que la seva recerca era en va, i mentre Cílix i Fènix s'estableixen en diferents països, Cadme i la seva mare van anar a Tràcia, on els seus habitants els van acollir cordialment. Quan va morir Telefaassa, Cadme va anar a consultar l'oracle de Delfos. Arribat a Delfos i consultat l'oracle, aquest li va dir: «Cobreix els teus ulls Cadme i surt per qualsevol porta, pren la direcció a la que et dirigeixi aquesta porta i quan vegis una vaca amb la lluna a la cara, segueix sense parar fins que cessi el seu camí. Llavors funda casa teva Cadme, perquè aquesta serà la teva terra».
Cadme va fer camí, i quan travessava la Fòcida va veure entre els ramats de Pelagont, fill d'Amfidamant, una vaca que portava a cada costat el signe de la lluna, és a dir, un disc blanc que recordava la lluna plena. Li anà al darrere fins a Beòcia, i en un indret va caure a terra i allà va fundar la ciutat de Tebes. Llavors, volgué oferir la vaca en sacrifici a Atena, i envià uns companys a cercar aigua a una font propera, la Font d'Ares. Com que trigaven, anà ell mateix a la font i descobrí que havien estat devorats per un enorme drac consagrat a Ares. Després de lluitar amb el monstre i de matar-lo, la deessa Atena li ordenà que li arrenqués les dents i les sembrés al camp. Així ho va fer, i de la terra sorgiren uns homes completament armats que començaren a lluitar entre ells fins que només en quedaren cinc, que foren coneguts com els esparts (és a dir, els homes sembrats), fundadors dels més antics llinatges tebans, i que eren Equíon, que es va casar tot seguit amb Agave, una filla de Cadme, Udeu, Ctoni, Hiperènor i Pelor. Però la mort del drac havia de ser expiada, i Cadme va estar servint com esclau a Ares durant uns anys. Acabat el càstig Cadme va ser rei de Tebes, gràcies a la protecció d'Atena. Zeus li va donar per esposa una filla d'Ares i Afrodita, la deessa Harmonia. Les noces de Cadme i Harmonia van ser celebrades amb grans festes, i hi van participar tots els déus. Les Muses van fer sentir els seus cants. Els déus van baixar de l'Olimp i van arribar a Cadmea, la ciutadella de Tebes, amb els regals per als esposos. Els millors van ser per Harmonia, que va rebre un vestit meravellós, present d'Atena (o Afrodita), teixit per les tres Càrites, i un collaret d'or, obra d'Hefest. Aquest collar, segons alguns, Cadme el va rebre del mateix déu, però segons d'altres era un regal d'Europa al seu germà, i ella l'havia rebut de Zeus. El collar i el vestit van tenir un paper important més endavant, en l'expedició dels Set Cabdills, contra Tebes.
Cadme va tenir amb Harmonia cinc fills: Agave, Autònoe, Ino, Polidor i Sèmele.
Cap al final de la seva vida, Cadme i Harmonia decidiren abandonar Tebes i exiliar-se a Il·líria, al país dels Enqueles. Aquest poble havia estat atacat pels il·liris, i l'oracle els havia dit que guanyarien els seus enemics si tenien al davant en la lluita Cadme i Harmonia. Van sortir vencedors en la lluita i Cadme va ser rei dels il·liris, i va tenir un fill, Il·liri.
Però després els déus els varen convertir en colobres i foren traslladats als Camps Elisis.
Fou l'inventor mític de l'alfabet. Habità Tera amb la seva gent, però a Samotràcia, Rodes, Creta i altres llocs, s'explicava que Cadme, mentre buscava a la seva germana Europa, hi havia fundat ciutats. S'ensenyava la seva tomba a Il·líria.